# نهر ماكواري

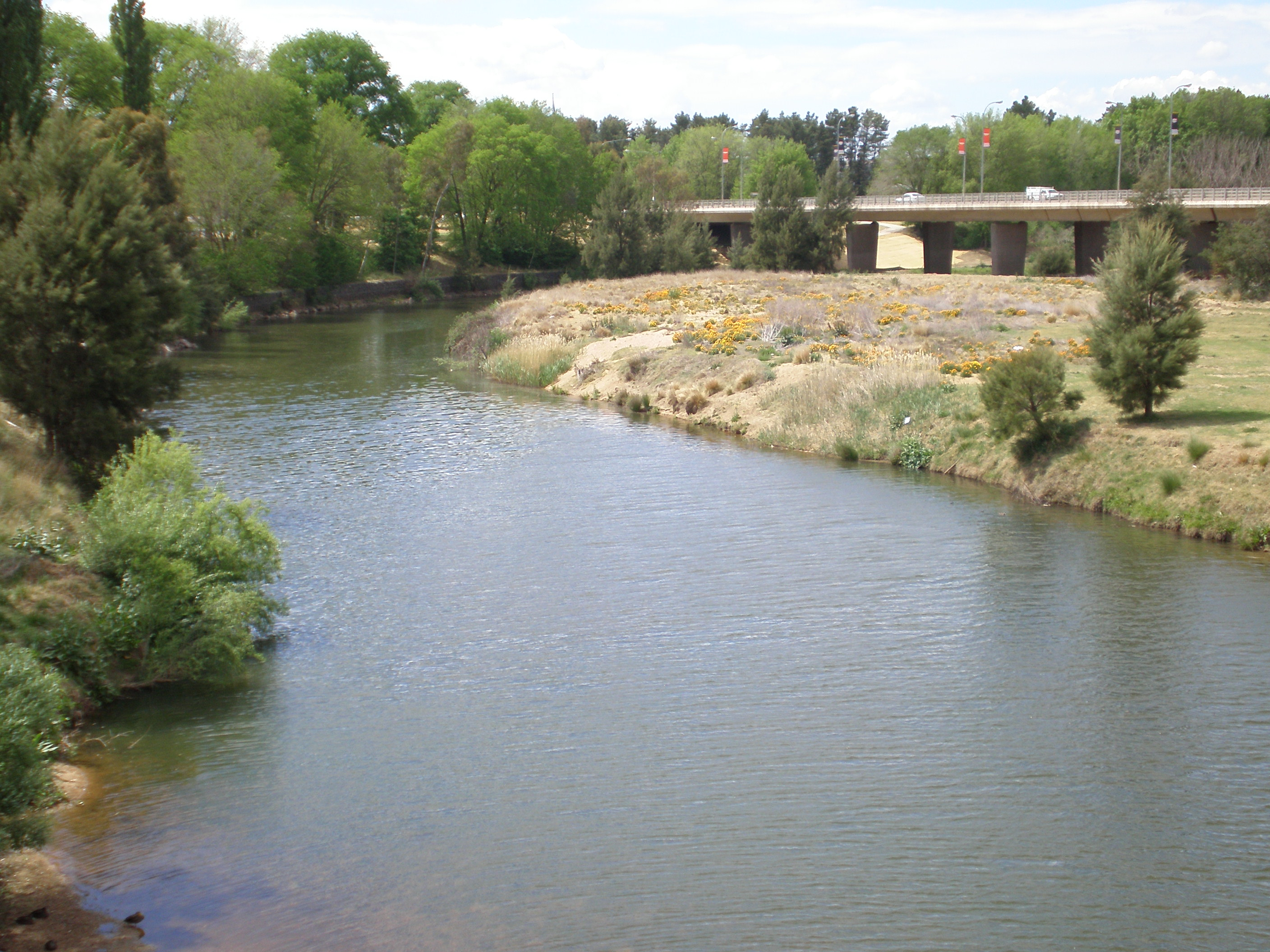
نهر ماكواري
(بالإنجليزية: Macquarie River)‏:نهر ماكواري هو واحدو من الأنهار الداخلية الرئيسية في نيو ساوث ويلز، أستراليا, يبلغ طوله 626 كم ومساحته 74 ألف كم2, ينبع من المرتفعات الوسطى من نيو ساوث ويلز بالقرب من بلدة أوبيرون Oberon, النهر يسافر باتجاه الشمال الغرب عبر مدن: باتهورست Bathurst، ولينغتون Wellington، دوبو Dubboو، نارومين Narromine، وارن Warren, ويسير حتى يصل إلى أهوار ماكواري. من أهوار ماكواري ثم يصب في نهر دارلينج عبر أسفل نهر بارون.
مترجم من Macquarie River